# Ladislav Šimůnek
Ladislav Šimůnek (4. října 1916, Praha – 7. prosince 1969) byl český fotbalista, československý reprezentant.

## Sportovní kariéra
S fotbalem začal ve 14 letech v Meteoru Žižkov, později přestoupil do Unionu Žižkov. V lize hrál za pražskou Slavii, se kterou v roce 1938 vyhrál Středoevropský pohár, v rozhodujícím finálovém utkání vstřelil v Budapešti na trávníku Ferencvárose při výhře sešívaných 2:0 druhou branku. Se Slavií získal i jeden mistrovský titul, ovšem až v protektorátní lize, v roce 1940. Po zranění se rozehrával znovu v Unionu Žižkov, poté přestoupil do SK Pardubice, kde nastupoval v nejvyšší soutěži taktéž v útočné řadě.
Byl účastník mistrovství světa ve Francii roku 1938. Za československou reprezentaci odehrál 4 zápasy a vstřelil 3 góly – všechny v jediném zápase, hattricku dosáhl v kvalifikačním utkání na mistrovství světa 1938 s Bulharskem (ČSR vyhrála 6:0).